# أوريا دي خالون
بلدية أوريا دي خالون (بالإسبانية: Urrea de Jalón) هي بلدية تقع في مقاطعة سرقسطة التابعة لمنطقة أراغون شمال شرق إسبانيا.

## الديموغرافيا
بلغ عدد سكان بلدية أوريا دي خالون 403 نسمة عام 2011 (وفقاً للمعهد الوطني الإسباني للإحصاء).
| 354 | 340 | 339 | 329 | 385 | 423 | 403 |